# Лососковице
Лососкови́це (пол. Łosośkowice) — село в Польше в сельской гмине Коцмыжув-Любожица Краковского повета Малопольского воеводства

## География
Село располагается в 21 км от административного центра воеводства города Краков. Село располагается на Малопольском пути святого Иакова в направлении от Сандомира до Тыньца.
В 1975—1998 годах село входило в состав Краковского воеводства.

## Население
По состоянию на 2013 год в селе проживало 193 человек.
| 2010 | 2013 |
| ---- | ---- |
| 191  | 193  |

| Перепись  | Всего   | Всего | Женщины | Женщины | Мужчины | Мужчины |
| --------- | ------- | ----- | ------- | ------- | ------- | ------- |
| Единицы   | человек | %     | человек | %       | человек | %       |
| Население | 193     | 100   | 104     |         | 89      |         |